# Im Labyrinth des Schweigens
Im Labyrinth des Schweigens ist ein deutsches Filmdrama aus dem Jahr 2014, das die Vorgeschichte der Frankfurter Auschwitzprozesse thematisiert. Der Film hatte seine Premiere beim Toronto International Film Festival am 6. September 2014. In den deutschen Kinos lief er am 6. November 2014 an. Im Labyrinth des Schweigens wurde im August 2015 als deutscher Kandidat für eine Oscar-Nominierung in der Kategorie Bester fremdsprachiger Film benannt. In Folge wurde der Film im Dezember 2015 in die neun Filme umfassende „Shortlist“ aufgenommen, letztlich jedoch nicht nominiert.

## Handlung
Ende der 1950er Jahre, zur Zeit des deutschen Wirtschaftswunders, geraten die Ereignisse des Zweiten Weltkriegs langsam in Vergessenheit.
Als der Journalist Thomas Gnielka im Gericht der Stadt Frankfurt am Main einen ehemaligen Wärter des Vernichtungslagers Auschwitz anzeigen möchte, den sein Bekannter Simon Kirsch als Lehrer auf einem Schulhof gesehen hat, stößt dies auf breite Ablehnung. Der junge Staatsanwalt Johann Radmann befasst sich jedoch mit dem Fall und beginnt mit Unterstützung des Generalstaatsanwalts Fritz Bauer mit den Ermittlungen.
Radmann sucht nach Tätern und Zeugen, die die Verbrechen im KZ bezeugen können. In der Wohnung des Malers Kirsch finden Radmann und Gnielka eine Liste mit SS-Leuten, die Gefangene im KZ getötet haben. Die aufgelisteten Täter finden er und seine Mitarbeiter in Telefonbüchern der gesamten Bundesrepublik.
Weitere Unterlagen kann er im Document Center der Amerikaner in Frankfurt auftreiben.
Trotz hinhaltenden Widerstands der Behörden kann Radmann die ersten Täter verhaften lassen, u. a. den Adjutanten des Lagerkommandanten Rudolf Höß namens Robert Mulka und den letzten Lagerkommandanten von Auschwitz, Richard Baer. Seine Bemühungen, den SS-Arzt Josef Mengele festzusetzen, scheitern allerdings.
Die Schwierigkeiten, denen Radmann bei seinen Ermittlungen begegnet, zerren an seinen Nerven; er beginnt zu trinken. Die Beziehung zu seiner Freundin Marlene scheitert. Mit seiner Mutter streitet er über die Rolle seines Vaters während der NS-Zeit. Er überwirft sich mit seinem Mitstreiter Gnielka und kündigt seine Stelle. Als er jedoch an seiner neuen Stelle mit dem Anwalt zusammenarbeiten soll, der zuvor bei der Vernehmung eines Mandanten durch Radmann zynisch die Selektion an der Rampe gutgeheißen hatte, kehrt er zur Staatsanwaltschaft zurück.
Seine Bemühungen haben gefruchtet: 1963 beginnt der erste Auschwitz-Prozess. Zum Auftakt gibt Fritz Bauer seinen Staatsanwälten mit auf den Weg: „Heute wird Geschichte geschrieben“.

## Hintergrund
Die Figur des Johann Radmann ist fiktiv und basiert auf den drei Staatsanwälten, welche die Anklage für den Prozess vorbereitet haben: Joachim Kügler, Georg Friedrich Vogel und Gerhard Wiese. Wieses Erinnerungen an den Prozess flossen ins Drehbuch ein.
Bei der Deutschland-Premiere des Films war Wiese eingeladen und wurde vom Publikum mit stehenden Ovationen bedacht.

### Rezeption
Der Film feierte seine Premiere unter dem internationalen Titel Labyrinth of Lies beim Toronto International Film Festival 2014, wo er überwiegend positive Kritiken erhielt.

„Und so wird aus Im Labyrinth des Schweigens, der mit seinen production values die Atmosphäre der fünfziger Jahre überzeugend rekonstruiert, ein vehementes Plädoyer dafür, dass man Auschwitz wie überhaupt die nationalsozialistische Vergangenheit nie relativieren sollte, auch wenn seit der Befreiung der Lager sieben Jahrzehnte vergangen und die meisten Täter wie Opfer längst verstorben sind.“

„In der Figurenzeichnung zwar etwas schematisch, gelingt dem Film dabei durchaus der reflektierte Versuch, mit Mitteln des Spannungskinos ein noch weitgehend unthematisiertes Kapitel der deutschen Geschichte aufzuschlagen. Sehenswert ab 14.“

## Auszeichnungen
- 2014: Bayerischer Filmpreis – Auszeichnung in der Kategorie Bester Darsteller für Alexander Fehling
- 2014: Preis der deutschen Filmkritik – Nominierung in der Kategorie Bester Darsteller für Gert Voss (posthum)
- 2014: Jupiter – Nominierung in der Kategorie Bester deutscher Darsteller für Alexander Fehling
- 2014: Les Arcs European Film Festival – Publikumspreis für Giulio Ricciarelli
- 2014: Les Arcs European Film Festival – Spezielle Erwähnung der Jury für Giulio Ricciarelli
- 2014: Zurich Film Festival – Nominierung in der Kategorie Deutschsprachiger Spielfilm
- 2015: Deutscher Filmpreis – vier Nominierungen, darunter in der Kategorie Bester programmfüllender Spielfilm